# Saccharum griffithii
Saccharum griffithii är en gräsart som beskrevs av William Munro och James Edward Tierney Aitchison. Saccharum griffithii ingår i släktet Saccharum och familjen gräs. Inga underarter finns listade i Catalogue of Life.